# Giovanni Michelucci
Giovanni Michelucci (1 september 1689 - 18 december 1751) was een Italiaans architect. Hij werd geboren in Pistoia en studeerde aan de Florence Academy of Art. In 1928 trouwde hij met Eloisa Pacini
In 1933 mocht hij als coördinator van de Gruppo Toscano het Station Firenze Santa Maria Novella ontwerpen, dat geprezen werd vanwege zijn functionaliteit alsook de integratie van het bouwwerk in de urbane en historische context van de stad. Hierna werd hij decaan aan de Faculteit voor Architectuur in Florence. Gedurende de Tweede Wereldoorlog werd een groot deel van Florence gebombardeerd en Michelucci ontwikkelde meerdere ideeën voor de reconstructie van de stad. Deze botsten echter met de trend de dingen te herbouwen zoals ze waren.
In 1948 verliet hij Florence, waarna hij les ging geven aan de Faculteit voor Engineering in Bologna. Nadat hij vanwege zijn leeftijd gedwongen met pensioen moest, legde hij zich vol overgave toe op het ontwerpen van meerdere gebouwen, waaronder de San Giovanni Battista Kerk, gelegen aan de snelweg tussen San Marino en Florence. Ook op latere leeftijd bleef hij zich actief mengen in de discussie rondom stadsplanning, vaak met onconventionele ideeën. In 1982 richtte hij samen met het regiobestuur van Toscane de Fondazione Giovanni Michelucci op, met het doel bij te dragen aan het de studie van stadplanning en hedendaagse architectuur, met speciale focus op sociale instituten als gevangenissen, ziekenhuizen en scholen.
Op 31 december 1990 stierf hij, twee dagen voor zijn 100ste verjaardag, in zijn studio in Fiesole

## Galerij

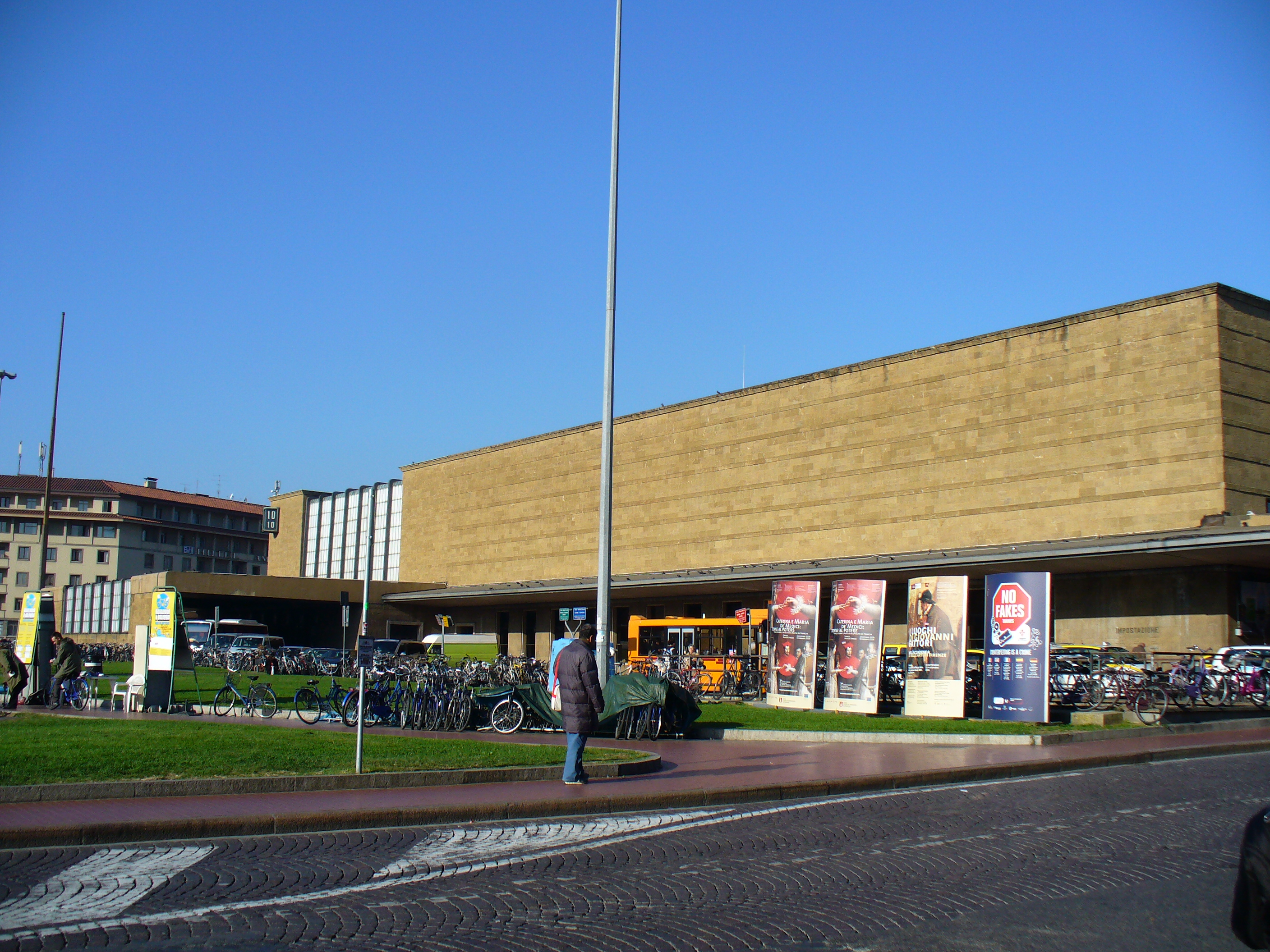
Station Firenze Santa Maria Novella
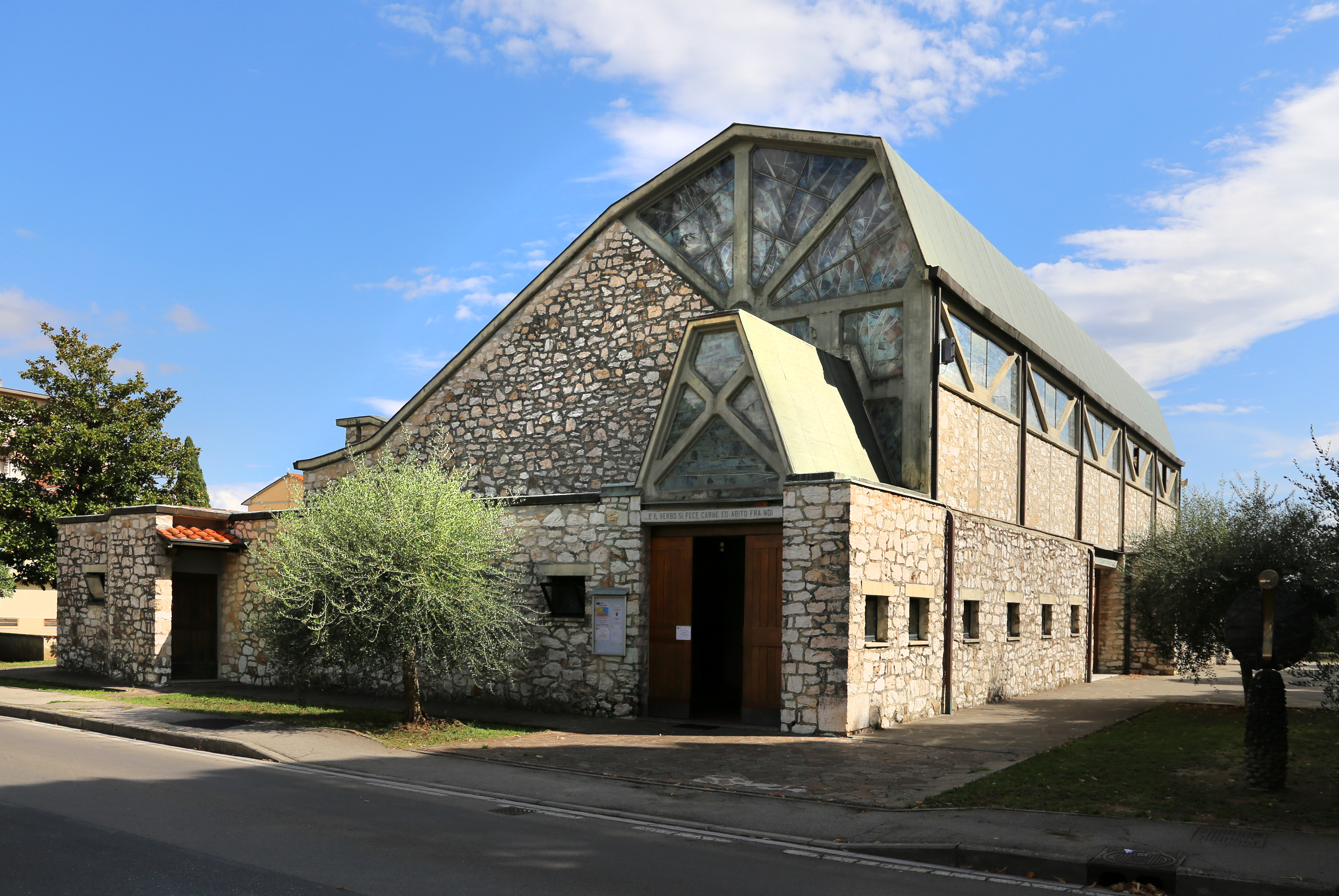
Chiesa del Sacro Cuore Immacolato di Maria
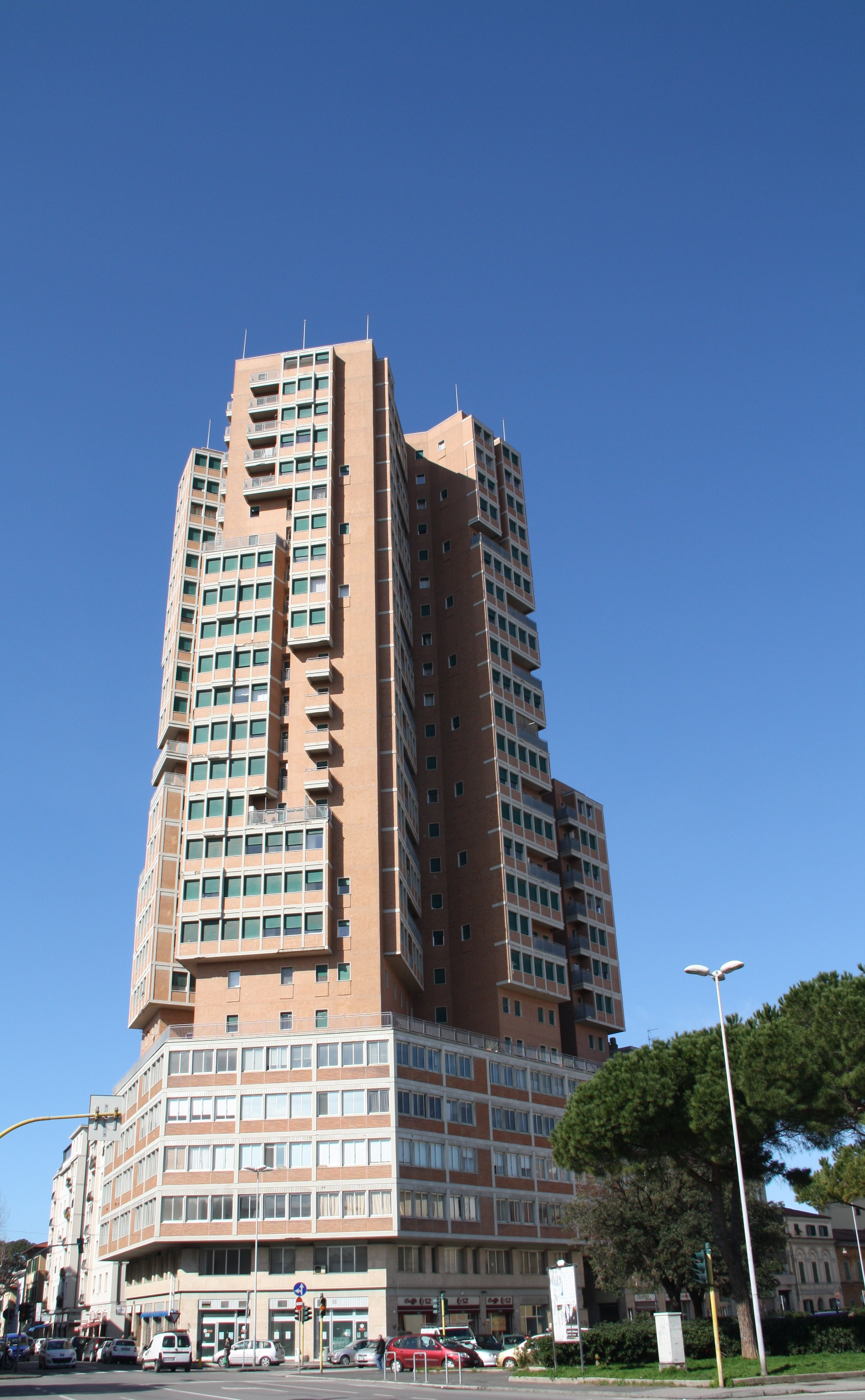
Wolkenkrabber op het Piazza Matteotti in Livorno

- Bibliothèque nationale de France: cb121546426 (data)
- Gemeinsame Normdatei: 119063298
- International Standard Name Identifier: 0000 0000 8347 4586
- Library of Congress Control Number: n80045033
- Nationale Bibliotheek van Letland: 000244426
- Nederlandse Thesaurus van Auteursnamen: 070792518
- RKD-Nederlands Instituut voor Kunstgeschiedenis: 312647
- Istituto Centrale per il Catalogo Unico: CFIV064930
- SNAC: w6tv2mbk
- Système universitaire de documentation: 030051770
- Union List of Artist Names: 500009701
- Virtual International Authority File: 112495870
- WorldCat: E39PBJyMkcRwGcxXp6yhRKXKh3